# A. Batschari

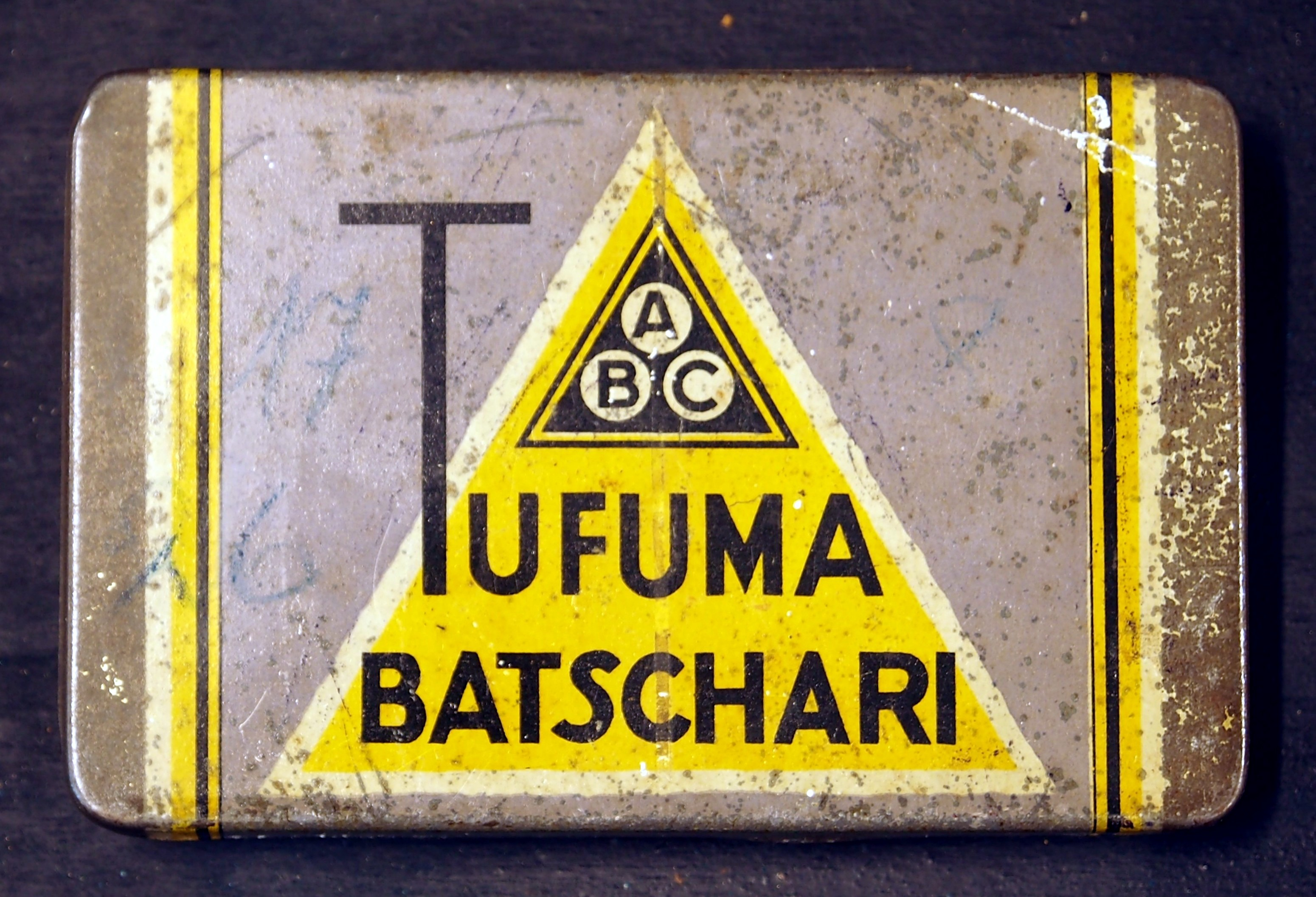
Zigarettendose ABC Tufuma

Unter A. Batschari bzw. Batschari oder auch ABC (für August Batschari Cigarettes) firmierte eine deutsche Zigarettenfabrik, die 1899 von August Batschari (1854–1923) in Baden-Baden gegründet wurde. Batschari zählt neben Garbáty und Manoli zu den Zigarettenfabriken, die im frühen 20. Jahrhundert auf ambitionierte Reklamekunst setzten und berühmte Grafikdesigner wie Hans Rudi Erdt, Ivo Puhonny, Lucian Bernhard und Ludwig Hohlwein beauftragten. Heute sind die alten Emailleschilder, Zigarettendosen, Plakate, Reklamemarken und Werbeinserate von Batschari gesuchte Sammlerstücke.

## Unternehmensgeschichte

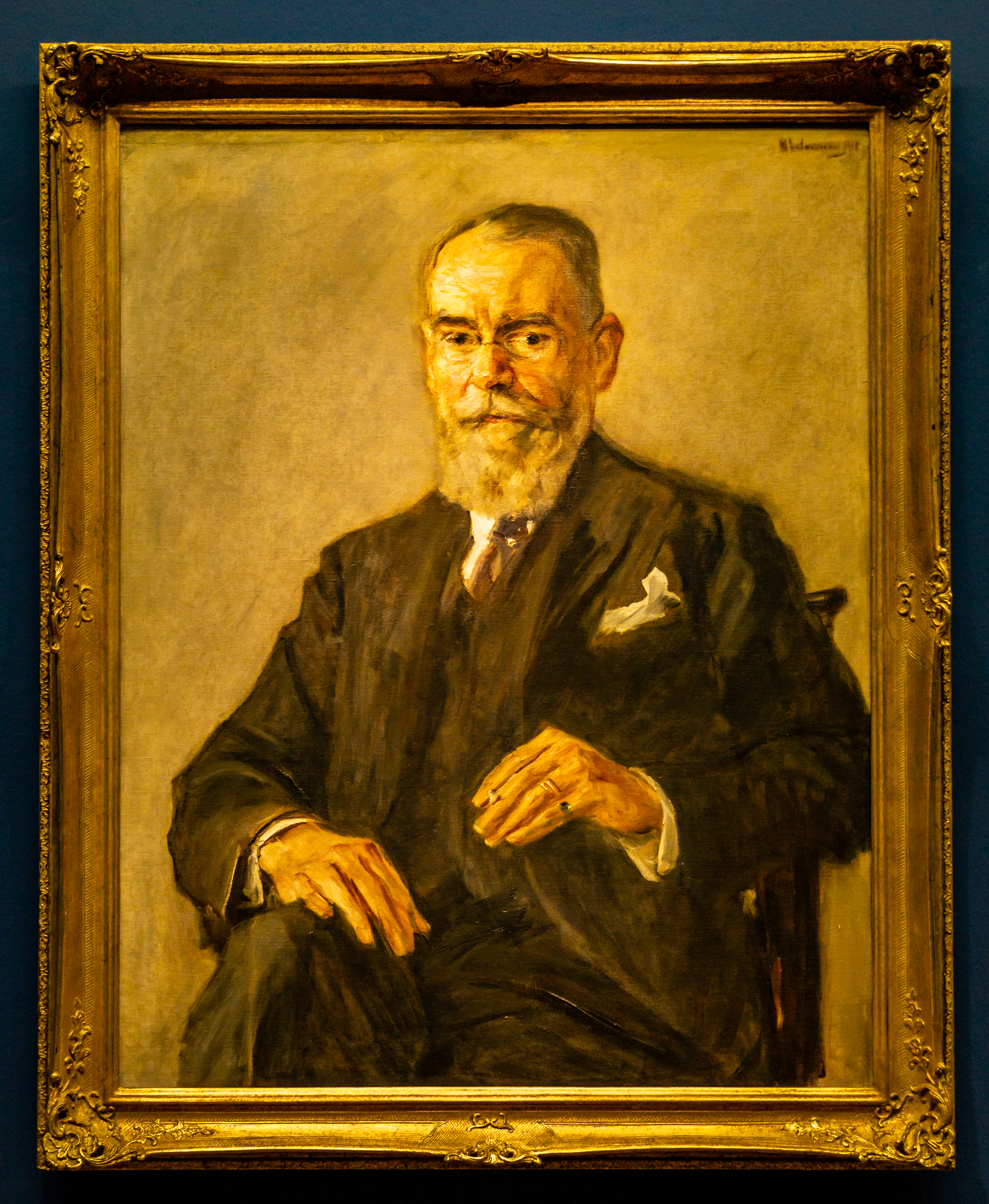
August Batschari, 1918. Porträt, mit Zigarette von Max Liebermann

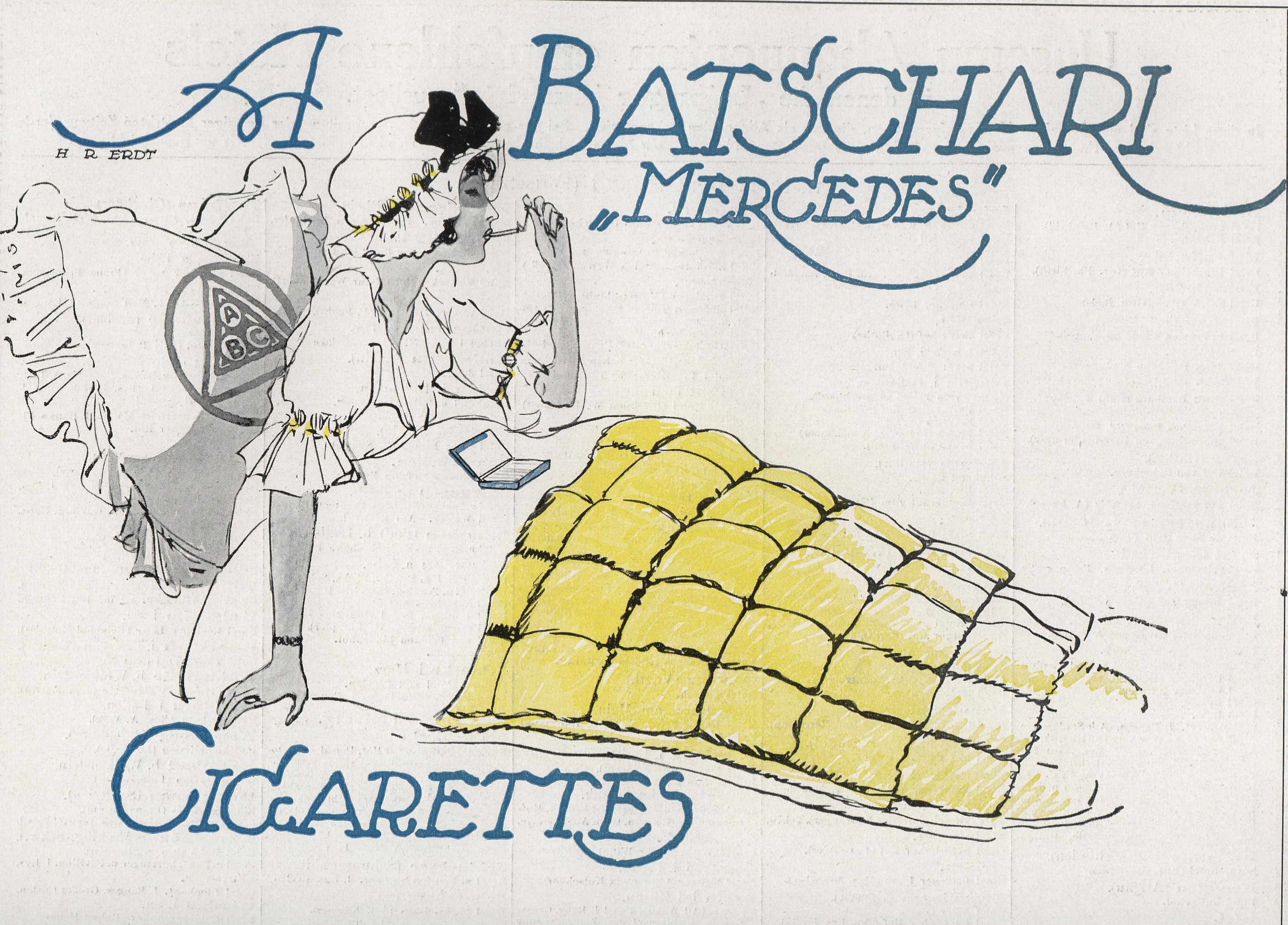
Mercedes-Anzeige von Hans Rudi Erdt, 1914

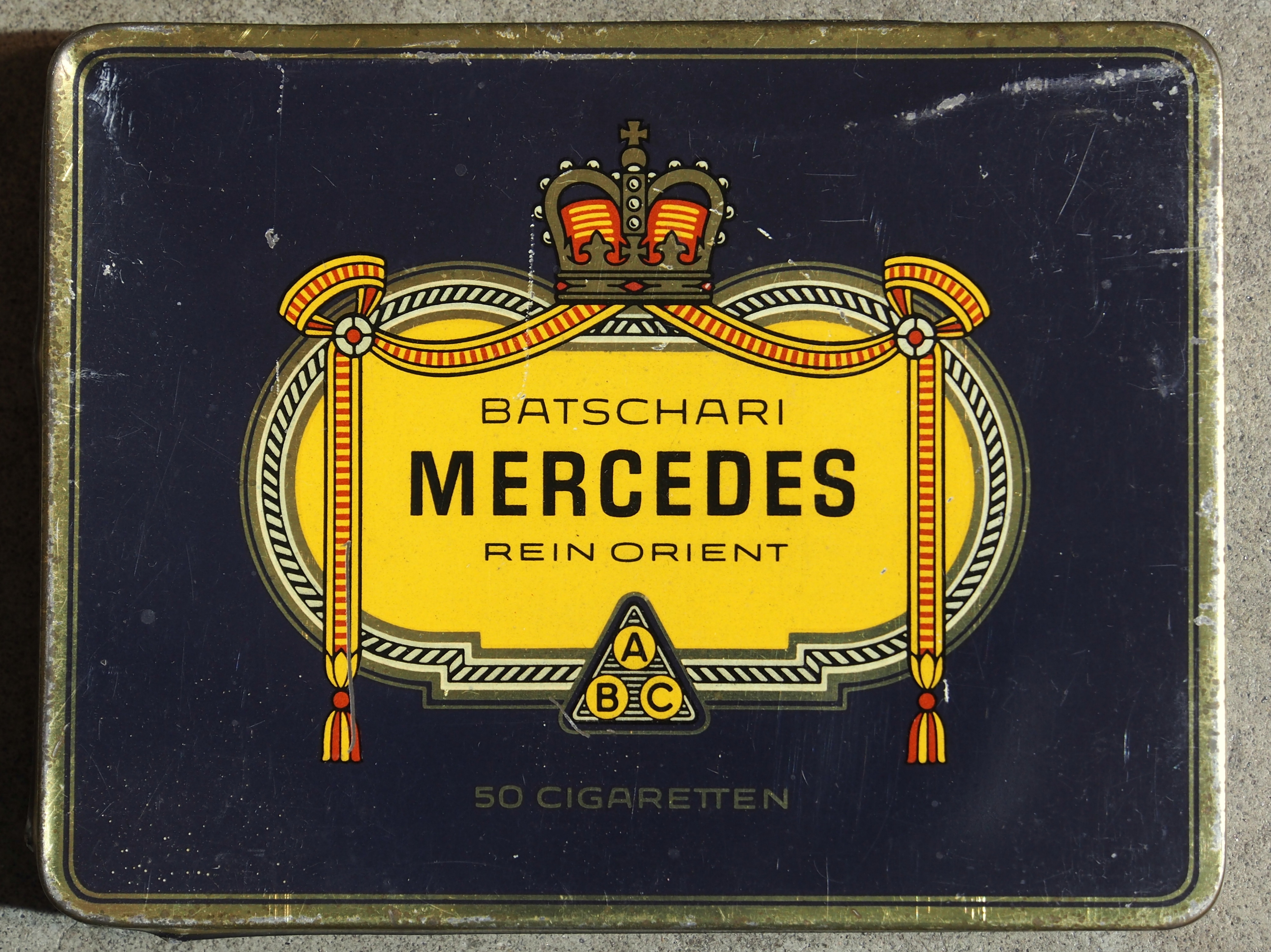
Zigarettendose Mercedes

August Batschari erhielt nach dem Besuch der Volksschule eine Stelle als Kaufmannsgehilfe bei dem Baden-Badener Zigarren- und Zigarettenhändler Heinrich Rheinboldt. Die Produkte, die in einer gemieteten „Boutique“ beim Baden-Badener „Conversationshaus“ verkauft wurden, stellte Rheinboldt in einer kleinen Tabakmanufaktur her. Da Zigaretten seit Mitte des 19. Jahrhunderts immer beliebter wurden, widmete sich Batschari ganz der Zigarettenproduktion. Als er 1880 Rheinboldts Tochter Anna (1852–1922) heiratete, überließ sein Schwiegervater ihm die Zigarettenproduktion als Existenzgrundlage, während die Zigarrenherstellung später auf Rheinboldts Söhne überging. Batschari war erfolgreich, seine Produktion überschritt bald den „handwerklichen“ Maßstab einer Manufaktur und wurde zur Fabrik. Als er 1899 sein neu errichtetes Geschäftshaus Balzenbergstraße 64 bezog, stellte er bereits 110.000 Zigaretten pro Tag her. Auch dieser Betrieb wurde schon nach wenigen Jahren zu klein. In dem 1906–1907 errichteten Fabrikneubau zwischen der Balzenbergstraße und der Mozartstraße entstanden fertigten moderne Maschinen in den letzten Jahren vor dem Ersten Weltkrieg 1,5 Millionen Zigaretten täglich. Die Inbetriebnahme dieser Fabrik bedeutete für die Kurstadt den Beginn ihrer industriellen Phase. In allen bedeutenden europäischen Städten hatte Batschari Verkaufsstellen eingerichtet; sogar in New York, an der Ecke Madison Avenue / 46th Street, gab es eine Niederlassung. Zweigwerke entstanden u. a. in Bingen, Mainz und Worms (alle drei im damaligen Großherzogtum Hessen).
Der gesellschaftlichen Erwartung an erfolgreiche Unternehmer entsprechend, unterstützte August Batschari aus seinem privaten Vermögen gemeinnützige, vor allem kulturelle Zwecke. Er beteiligte sich mit einer Spende an den Baukosten für die Kunsthalle Baden-Baden. 1911 ließ er das „Waldhaus Batschari“ bauen, eine steinerne Schutz- und Aussichtshütte beim Korbmattfelsen am heutigen Panoramaweg Baden-Baden, die er der Stadt Baden-Baden schenkte. Er stiftete den Batschari-Preis für das Iffezheimer Pferderennen in Höhe von 50.000 Mark. Im Gegenzug bekam er verschiedene öffentliche Auszeichnungen: Auf Grund der hohen Qualität seiner Produkte erhielt er den Titel eines großherzoglich badischen Hoflieferanten und eines k.u.k. Hof- und Kammerlieferanten. 1923 – kurz vor seinem Tod – ernannte ihn die Ruprecht-Karls-Universität Heidelberg zum Ehrensenator. Begraben wurde er auf dem Hauptfriedhof Baden-Baden.
Die Besitzverhältnisse nach seinem Tod sind unübersichtlich. Wegen wirtschaftlicher Schwierigkeiten, verursacht wohl vor allem durch die Hochinflation, wurden mehrere Teile des Unternehmens unter Aufnahme fremden Kapitals in Aktiengesellschaften umgewandelt, 1925 existierten z. B. parallel
- die 1923 gegründete A. Batschari Cigarettenfabrik AG in Baden-Baden,
- die 1924 gegründete A. Batschari Zigarettenfabrik Saarbrücken AG in Saarbrücken
- und die 1923 gegründete Batscharis Tabakfabrik AG in Rastatt.

Außerdem war diese Unternehmensgruppe weiterhin familiär verbunden mit der ebenfalls 1923 gegründeten Rheinboldthaus AG in Baden-Baden als Nachfolgerin der Zigarrenfabrik des Schwiegervaters. Als Haupteigentümer der Rheinboldthaus AG und ihrer Vorgängergesellschaft werden Alfred Offer in Baden-Baden und der Kehler Bankier August Rincker genannt, als Mitglied des Aufsichtsrats Frau Marianne Batschari geb. Hoffmann. Robert Batschari war Vorstandsvorsitzender der Baden-Badener A. Batschari Cigarettenfabrik AG, in deren Aufsichtsrat neben Frau Margot Batschari geb. Beck auch Joseph Rheinboldt saß, ehemaliger badischer Finanzminister und zu dieser Zeit deutscher Generalkonsul in Zürich. Das Rastatter Unternehmen war Nachfolger der E. Batschari & Co. GmbH in Kork bei Kehl, der Unternehmenszweck wurde beschrieben mit „Herstellung von Tabakfabrikaten und der Handel mit solchen sowie mit Tabaken – Die Herstellung von Zigaretten und der Handel mit diesen ist ausgeschlossen“. Die Familie war im Aufsichtsrat durch Robert Batschari vertreten. Die Saarbrücker Aktiengesellschaft entstand wahrscheinlich aus einer älteren Niederlassung bzw. einem Zweigwerk, dessen formale Verselbständigung wohl vor dem Hintergrund ökonomisch vorteilhaft war, dass das Saargebiet seit 1920 nicht mehr zu Deutschland gehörte. Als Gründer werden u. a. Frau Margot Batschari und Erich Batschari (beide in Baden-Baden) sowie das niederländische Unternehmen NV A. Batschari's Sigarettenfabrik in Den Haag genannt, im Vorstand saß wiederum Robert Batschari.
Noch vor dem Ausbruch der Weltwirtschaftskrise verschärften sich die wirtschaftlichen Probleme weiter. Unter anderem wegen der immensen Tabaksteuer-Erhöhungen und der daraus resultierenden Steuerschulden war Batschari in der Existenz bedroht. Die Steuerschulden wurden vom badischen Staat aus volkswirtschaftlicher Rücksichtnahme gestundet – Batschari war der größte Arbeitgeber Baden-Badens, eine Insolvenz hätte den Ausfall der gestundeten Steuern sowie zukünftig weniger Steuereinnahmen und höhere Ausgaben für die Wohlfahrt (Arbeitslosenunterstützung) bedeutet. Kurz vor dem endgültigen Zusammenbruch kaufte der Reemtsma-Konzern im Frühjahr 1929 zumindest das Baden-Badener Unternehmen trotz der hohen Schuldenlast, um damit einen wichtigen Konkurrenten auszuschalten. Nur unter erheblichen finanziellen Zugeständnissen staatlicherseits willigte Reemtsma in die Fortführung des Produktionsstandorts Baden-Baden ein, wenig später wurde der Betrieb durchgreifend modernisiert. Von Beginn an waren die wirtschaftlichen Schwierigkeiten Batscharis sowie die staatlichen Subventionen vor der Öffentlichkeit verheimlicht worden, die schließliche Aufdeckung der Vorgänge in der Presse löste den Reemtsma-Skandal aus, der zeitgenössisch auch als Affäre Batschari-Reemtsma bezeichnet wurde.
Das Zweigwerk in Mainz firmierte zuletzt als A. Batschari Cigarettenfabrik Mainz GmbH und wurde 1931 unter Verlegung des Gesellschaftssitzes nach (Hamburg-) Altona-Bahrenfeld in A. Batschari Handelsgesellschaft mbH umbenannt – wodurch die Aufgabe einer eigenen Produktion und der unternehmerische Zusammenhang mit dem ebenfalls dort ansässigen Reemtsma-Konzern belegbar ist.
Bis 1948 produzierte Batschari als Zweigwerk des Reemtsma-Konzerns, 1962 ging Batschari an die Zigarettenfabrik „Haus Neuerburg“ über, die den Betrieb noch im gleichen Jahr stilllegte. Das erhaltene Fabrikgebäude in Baden-Baden beherbergte bis 2004 lange Jahre das Wehrbereichsbekleidungsamt V der Bundeswehr und wurde danach in ein Hotel umgebaut.

## Marken der Zigarettenfabrik Batschari

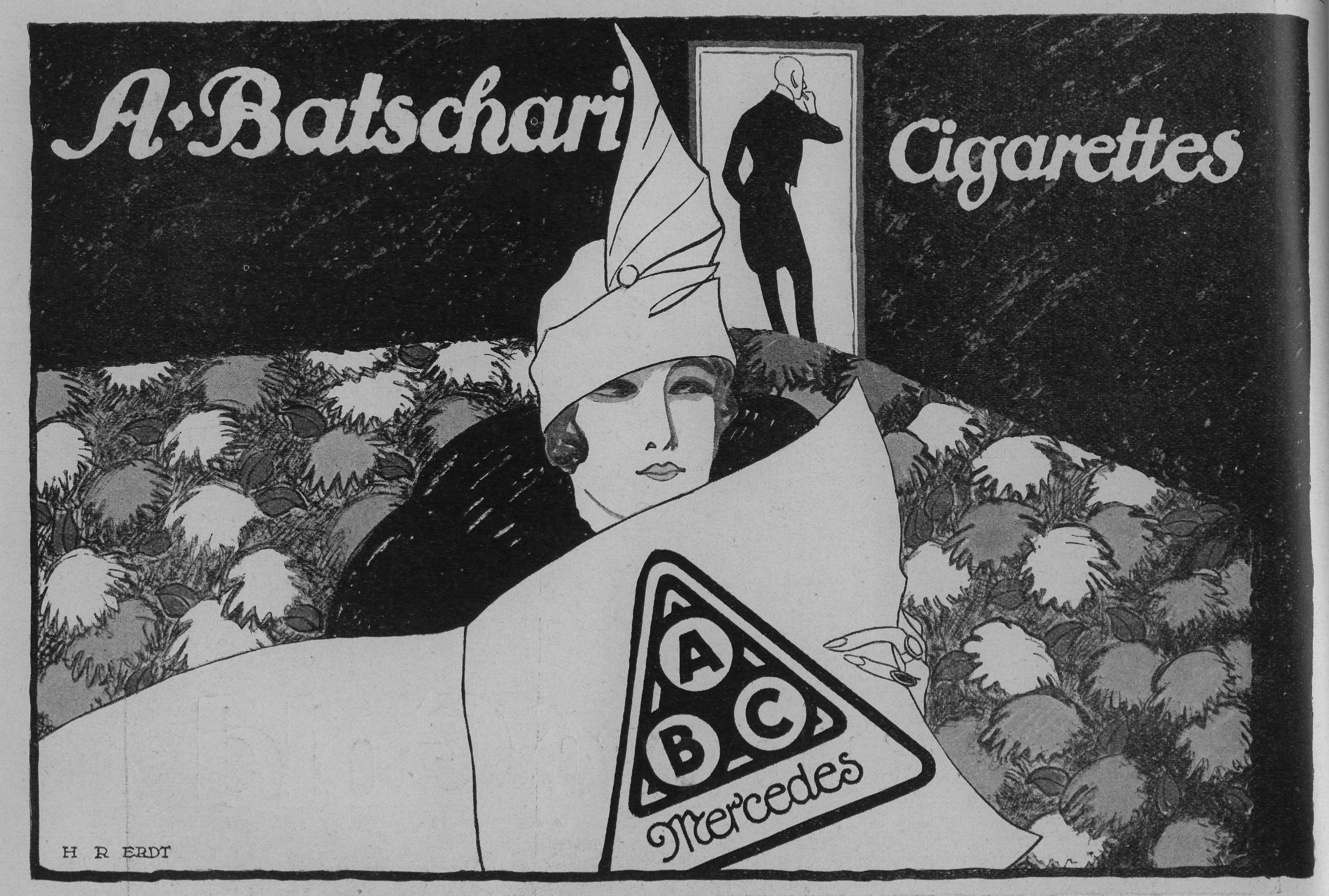
Reklame für Zigaretten der Marke Mercedes (1914)

- Mercedes (Werbeslogan: Lieber leichter, lieber Mercedes)
Diese Marke wurde von Reemtsma bzw. Haus Neuerburg noch bis 1965 angeboten.
- Sleipner
- Cyprienne
- Radium
- Senator
- Tacos
- Tufuma